# 진왕정

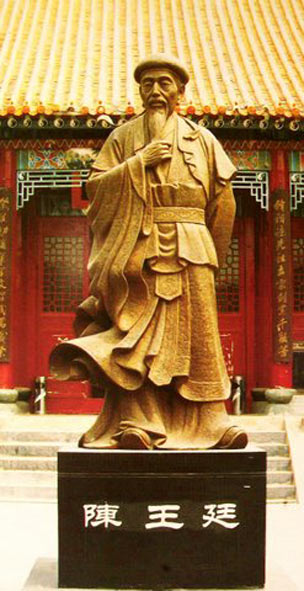
진왕정

진왕정(중국어: 陳王廷, 1580년 ~ 1660년)은 유명한 중국 권법인 태극권의 5가지 종류 중 하나인 '진씨태극권' 을 설립한 명나라의 장군이다. 허난(河南)성 자우쭤(焦作)시 온현(溫縣) 천자거우(陳家溝)촌 사람으로 명나라가 쇠퇴하자 관직을 사임한 이후에 자신의 고향에서 진씨 태극권을 고안했다.

## 군사 생활
명나라 때 진왕정은 원군 수비대 주둔지 사령관으로 복무했으며 허난과 산둥성에 있는 상인 캐러밴을 보호하는 것으로 유명했다. 명나라가 멸망하고 청나라의 통치가 시작된 후, 진왕정의 군사 경력은 사실상 끝나고 고향으로 물러났다.

## 태극권에 미치는 영향
진왕정이 초기 형태의 태극권을 발명했는지 여부는 논쟁의 여지가 있다. 전통 민속과 많은 계보는 도교 승려인 장삼풍의 반신화적인 발견을 태극권의 창시자로 지목한다.
진왕정의 무술 작품에 대한 널리 알려진 두 가지 문서로 적힌 이론이 존재한다. 첫 번째는 왕종예와 장산펑이 개발한 우당 전통으로부터의 태극권을 배웠다는 것이다. 두 번째 이론 - 진왕정 일가에 의해 받아들여진 사람, 그리고 역사적 증거에 의해 뒷받침 된 사람이라는 것이다. - 그가 이전의 군사 경험의 이론과 경락 및 척계광의 대중적인 가르침, 도인의 이론을 결합시켰다는 것이다. 그의 완벽한 작품에는 5개의 더 작은 형태들이 들어있다. 108개의 움직임의 롱 피스트 방법, 그리고 캐넌 주먹 방법이 포함되어 있다. 진왕정은 또한 최초의 손을 미는 운동(푸쉬 핸드)의 발명으로 명성을 얻었다. 진왕정은 또한 몇 가지 소림 양식을 연습했으며 일부 역사가들은 소림사 예술이 그의 태극권에 큰 영향을 미쳤다고 주장하지만 소림 전통에 있어서는 진왕정 가문의 태극권에 대한 도교적 영향은 존재하지 않는다고 추측한다.
진왕정의 다음으로 유명한 후계자는 14세대 진장흥 (1771 ~ 1853)으로 양씨 태극권 창시자인 양로선의 담당 교사였다.